# Fort Worth Flyers
Fort Worth Flyers era un equipo de baloncesto que compitió en la NBA Development League, la liga de desarrollo auspiciada por la NBA. La sede del mismo se encontró en la ciudad de Fort Worth, en Texas. Comenzó a disputar la competición en el año 2005. Su entrenador era el conocido exjugador Sidney Moncrief. Estaba afiliado con los equipos de Dallas Mavericks, Charlotte Hornets y Philadelphia 76ers.

## Logo
Se trata de una F mayúscula, intentando imitar la forma de un biplano, sobre un balón de baloncesto. Recuerda, en cierta manera, al logo alternativo del equipo de hockey sobre hielo de los Philadelphia Flyers, de la liga NHL.

## Temporada 2006/07
Se encuentra en la actualidad disputando su segunda temporada en la competición, y a fecha 4 de abril de 2007, se sitúan en la tercera posición de la División Este . su jugador más destacado es el inglés Pops Mensah-Bonsu, jugador habitual en los Dallas Mavericks de la NBA.

## Jugadores notables

### Para recordar
- Kelenna Azubuike
- José Juan Barea
- Ime Udoka
- Martell Webster